# بارچان

بارچان یک روستا در ایران است که در استان اصفهان و در ۱۲کیلومتری  شهر مبارکه و ۳۵ کیلومتری شهر اصفهان واقع شده‌است. بارچان ۷۵۰ نفر  جمعیت دارد.
.
.
```
بارچان در فرهنگ جغرافیایی ایران
```

بارچان دهی است از دهستان گرکن بخش فلاورجان شهرستان اصفهان در 20هزارگزی جنوب خاور فلاورجان و یکهزارگزی شمال شوسه ٔ مبارکه به اصفهان . در جلگه واقع است. هوایش معتدل است و 319 تن سکنه دارد. از زاینده رود مشروب میشود. محصولش غلات ، برنج ، صیفی و پنبه و شغل مردمش زراعت و گله داری و صنایع دستی زنان کرباس بافی و راهش مالرو است. (از فرهنگ جغرافیائی ایران ج 10).

## بارچان در لغت‌نامه دهخدا
بارچان . (اِخ ) دهی است از دهستان گرکن بخش فلاورجان شهرستان اصفهان در ۲۰هزارگزی جنوب خاور فلاورجان و یکهزارگزی شمال شوسهٔ مبارکه به اصفهان . در جلگه واقع است. هوایش معتدل است و ۳۱۹ تن سکنه دارد. از زاینده رود مشروب می‌شود. محصولش غلات، برنج، صیفی و پنبه و شغل مردمش زراعت و گله داری و صنایع دستی زنان کرباس بافی و راهش مالرو است. (از فرهنگ جغرافیائی ایران ج ۰۱)

## پیشینه تاریخی
کتیبه تختگاه ( دوره شاه آبادی ) بارچان حاکی ازآن است که شاهان صفوی از منطقه برای شکار و اقامت استفاده می‌نموده‌اند . این منطقه در زمان شاه صفی ( ششمین پادشاه صفوی ) شکارگاه بوده و قنات و قلعه‌ای به نام " قلعه شکار" ( صفی آباد ) در آن احداث شده که اولین اثر انسانی بازمانده در آن است. آثار این قلعه تا چندین سال پیش وجود داشته و پیرمردان محلی از قول پدرشان ذکر می‌کنند که حدود ۱۶۰ سال پیش، ستونهای سنگی قلعه مذکور برای ساختن حمامی بکار رفته‌است.

## آثار باستانی
برج کبوتر نوربخش، خانه حسن کبیری(به دلیل بی کفایتی اهالی و عدم پیگیری شورا و دهیاری روستا نابودشد)، خانه باغ نوربخش((باغ روستا)) ، خانه ابوالقاسم کبیری از جمله آثارباستانی این روستاست.

## آیین و مراسم مذهبی
روز تاسوعای هر سال آیین سنتی مذهبی توزیع غذای نذری در روستای بارچان برگزار می شود. این آیین سنتی ۳۰۰ ساله با میزبانی روستاهای بارچان و کوشکیچه است. در روز تاسوعا اهالی روستای کوشکیچه  با کاروان عزاداری به سمت روستای  بارچان می روند و بعد از پایان مراسم سینه‌زنی و اقامه نماز ظهر در حسینیه روستا ، مردم بارچان  با طبخ غذا در خانه‌های خود و با تزیینات زیبا داخل سینی، میزبان مردم روستای کوشکیچه می‌شوند.

...

...

....

...

...

## شغل و منبع درآمد
با توجه به صنعتی بودن شهرستان مبارکه اکثر مردم بارچان در شرکت ها و صنایع شهرستان مشغول به کار می باشند و در کنار آن به شغل کشاورزی و باغداری و دامداری نیز مشغول بکار می باشند،که معمولا بعنوان شغل دوم مورد استفاده قرار میگیرد.
و به عمده محصولات کشاورزی تولید شده در بارچان میتوان به برنج لنجان ، گندم ، جو ،پیاز و شلغم ،کلم و گل کلم ، سیب‌زمینی ، خیار ، هویج و لوبیا سبز اشاره کرد و همچنین در زمینه باغداری که در چند سال اخیر رواج پیدا کرده میتوان به کاشت درختان میوه از جمله میوه به، هلو،شلیل،گلابی،زردآلو ،آلوچه،گیلاس،آلبالو،بادام اشاره کرد ، که در این بین میوه به بهترین نوع این میوه در استان اصفهان و ایران می باشد.

برداشت میوه به صادراتی
```
    1
```

2
3
4
برداشت پیاز سفید

5
برداشت پیاز قرمز
برداشت برنج
.
برداشت خیار از مزارع بارچان
Copyright of images of Kabiri
Production year 1397-1400